# معماری آفریقا

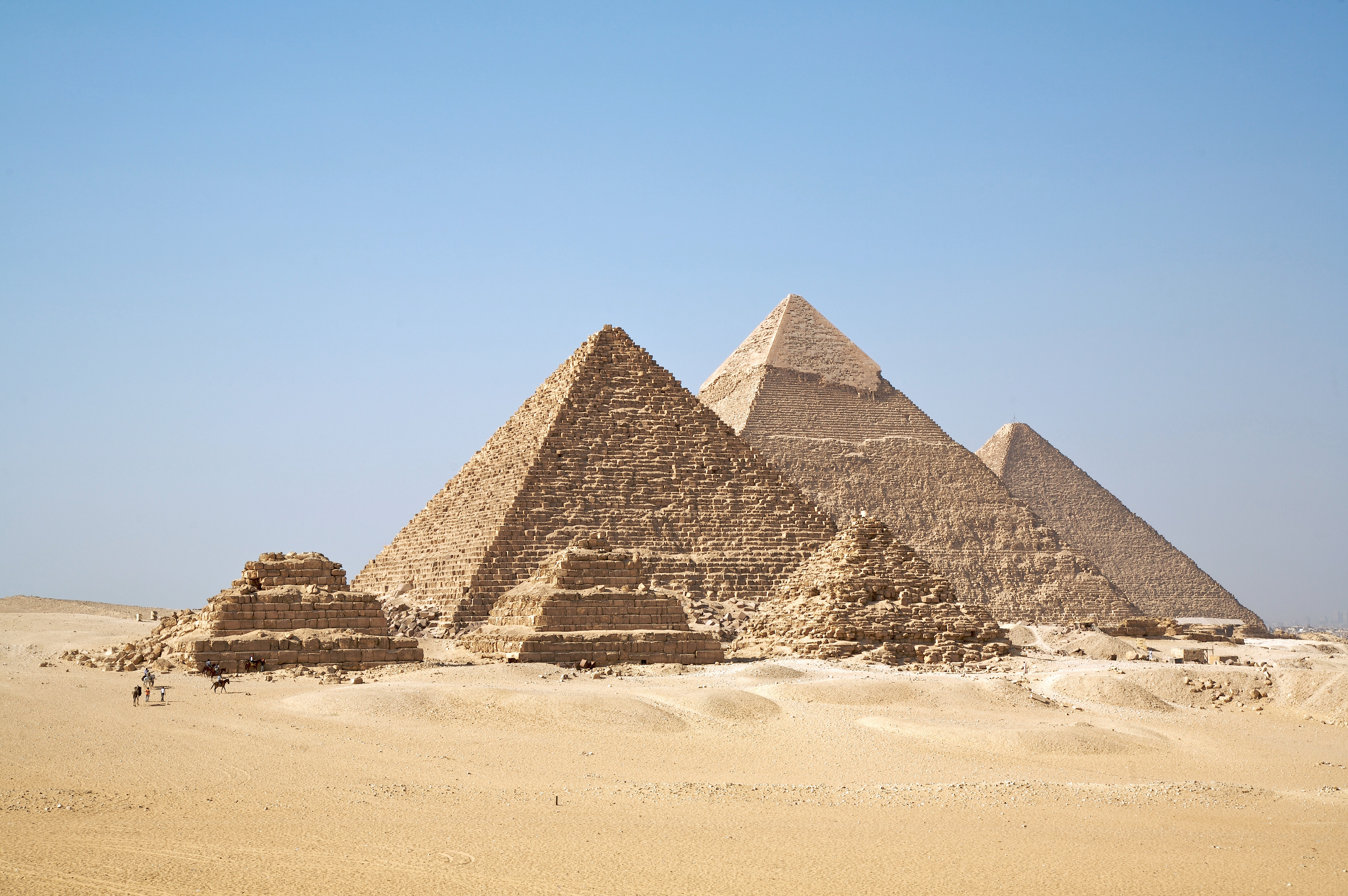
مجموعه اهرام جیزه به عنوان یکی از بزرگترین شاهکارهای معماری در همه زمان‌ها در نظر گرفته شده و یکی از هفت عجایب جهان باستان است

معماری آفریقا، مانند سایر جنبه‌های فرهنگ آفریقا، بسیار متنوع است. در طول تاریخ آفریقا، آفریقایی‌ها سنت‌های معماری خود را داشته‌اند. در برخی موارد، سبک‌های گسترده‌تر می‌توانند شناسایی شوند، مانند معماری سودان منطقه ای از غرب آفریقا. یک تم مشترک در معماری سنتی آفریقایی استفاده از مقیاس هندسی است: بخش کوچکی از ساختار به نظر می‌رسد مانند قطعات بزرگتر مانند روستای دایره ای ساخته شده از خانه‌های دایره ای.
معماری آفریقایی همانند سنت‌های معماری دیگر جاهای دیگر، از ابتدای دوره‌هایی که شواهدی در دسترس است، به نفوذهای بی شماری اعمال می‌شود. معماری غربی از اواخر قرن بیستم تاکنون مناطق ساحلی را تحت تأثیر قرار داده و در حال حاضر یکی از مهمترین منابع بسیاری از ساختمان‌های بزرگ، به ویژه در شهرهای بزرگ است.
معماری آفریقایی از طیف گسترده‌ای از مواد استفاده می‌کند. یکی از ساختارهای موجود در ساحل، چوب، گلدان، زمین، و سنگ مورد استفاده قرار می‌گیرد، با توجه به مواد متفاوت در منطقه: شمال آفریقا برای سنگ و تراشیده زمین، شاخ آفریقا برای سنگ قبر و ملات، آفریقای غربی برای گل / آفریقای مرکزی برای لچ / چوب و مواد فاسد بیشتر، جنوب شرقی و جنوب آفریقا برای سنگ و ساحل / چوب.
۱ دامنه (کندو)
۲ مخروط در سیلندر
۳ مخروط بر روی قطب و سیلندر گلوله
۴ سقف کاذب
۵ مخروط سیلندر
۶ مستطیل با سقف گرد و شیب دار در انتهای
۷ مربع
۸ گنبد یا سقف تخت در جعبه خاک رس
۹ چهار ضلعی، اطراف یک حیاط باز است